# Reino de Chu
Chu (em chinês: 楚, pinyin: Chu, Wade–Giles: Ch'u) foi um Estado chinês surgido em 770 a.C., no Período das Primaveras e Outonos (771–476 a.C.), e que existiu até fins do Período dos Estados Combatentes (476–221 a.C.). Surgiu originalmente como um dos Estados ducais da dinastia Chou (r. 1046–771 a.C.) e se situava em torno da atual província de Hubei, no vale fértil do rio Azul (Yangtzé). Apesar de caracterizada como bárbara, sua classe reinante provavelmente veio do norte da China. O Estado rapidamente se expandiu a norte e leste, conquistando boa parte da atual província de Honã, e declarou independência dos Chou com a reivindicação do título de Wang (wang, lit. "rei").
A expansão de Chu ao norte foi temporariamente barrada no século VII a.C., quando os Estados da região se uniram para evitar a absorção. Pelos 400 anos seguintes, Chu continuou a ser uma grande ameaça. No século III a.C., ele e outros seis Estados absorveram os demais Estados menores e lutaram pela supremacia na China. Chu foi eliminado em 223 a.C., e o Reino de Chim uniu a região em 221 a.C.. o Império Chim colapsou em 206 a.C. em meio a revoltas e os rebeldes instalarem no trono Xiang Yu, um membro da casa reinante de Chu. Seu governo durou apenas alguns meses, quando seu general Liu Bang o derrotou e fundou o Império Hã (r. 206 a.C.–220 d.C.).